# 岩澤俊樹
岩澤 俊樹（いわさわ としき、1984年10月17日 - ）は、日本の男性声優。東京都出身。アイムエンタープライズ所属。

## 来歴
日本ナレーション演技研究所卒業。

## 人物
趣味・スポーツはゲーム、音楽鑑賞、散歩、ダーツ、映画鑑賞。
特技はテニス、卓球、料理。
資格は普通自動車第一種免許。

## 出演
太字はメインキャラクター。

### テレビアニメ
2010年
- 聖痕のクェイサー（男子生徒A）

2012年
- カンピオーネ! 〜まつろわぬ神々と神殺しの魔王〜（市民A）
- じょしらく（冥王星人の声、声、男性ガヤ）
- To LOVEる -とらぶる- ダークネス（男子生徒達、ペット）
- リトルバスターズ!（生徒A）

2013年
- 惡の華
- 俺の彼女と幼なじみが修羅場すぎる（観客C、男子生徒A）
- 琴浦さん（チュパカブラ）
- ささみさん@がんばらない（うずめのあな店員）
- たまこまーけっと（ダンス部員）
- とある科学の超電磁砲 シリーズ（2013年 - 2020年、研究員、ジャッジメント、委員長、男） - 2シリーズ
- ビビッドレッド・オペレーション（乗組員）
- 僕は友達が少ないNEXT（星奈様）
- まおゆう魔王勇者（地方市民、家令）
- 問題児たちが異世界から来るそうですよ?（ヴェーザー）
- 勇者になれなかった俺はしぶしぶ就職を決意しました。（客B）

2014年
- M3〜ソノ黒キ鋼〜（自衛官A、役員D、警官B）
- 彼女がフラグをおられたら（スタッフA、生徒B、生徒A、七徳院B、サラリーマンA）
- 極黒のブリュンヒルデ（男）
- クロスアンジュ 天使と竜の輪舞（検疫警察）
- ストライク・ザ・ブラッド（隊長）
- ソードアート・オンライン（2014年 - 2018年、野次馬、プレイヤー、ゴブリン） - 2シリーズ
- ソウルイーターノット!（男）
- 七つの大罪（客B、村人B）
- のうりん（ナレーター）
- ノーゲーム・ノーライフ（観衆）
- ノブナガン（乗組員B）
- 棺姫のチャイカ（ウィザードA）
- 魔法科高校の劣等生（生徒、無頭竜幹部、FLT研究員、テロリスト、兵士）

2015年
- アルスラーン戦記（2015年 - 2016年、兵士） - 2シリーズ
- ご注文はうさぎですか??（ゾンビC）
- コメット・ルシファー（スパイ、戦闘管制官）
- 下ネタという概念が存在しない退屈な世界（若者D、男子A）
- 銃皇無尽のファフニール（オペレーター）
- 洲崎西 THE ANIMATION（先生）
- ダンジョンに出会いを求めるのは間違っているだろうか（冒険者C）
- 電波教師（客D、チンピラ）
- ヤング ブラック・ジャック（フォックス）
- 落第騎士の英雄譚（看守）
- ランス・アンド・マスクス（バンの残党たち）

2016年
- あまんちゅ!（生徒達、野球部A、ダイビング仲間A）
- うたの☆プリンスさまっ♪ マジLOVEレジェンドスター（松山）
- 学戦都市アスタリスク（部下D）
- 奇異太郎少年の妖怪絵日記（塗り壁）
- クラシカロイド（登山する男）
- GATE 自衛隊 彼の地にて、斯く戦えり（バン）
- 最弱無敗の神装機竜（兵士）
- 坂本ですが?（不良）
- パズドラクロス（竜人召喚士）
- 一人之下 the outcast（運転手）
- ブブキ・ブランキ（国務スタッフ）
- プリンス・オブ・ストライド オルタナティブ（バスケ部）

2017年
- スクールガールストライカーズ Animation Channel（記者、黒服男）
- 幼女戦記（カニンガム）
- 亜人ちゃんは語りたい（シュン君）
- 風夏（バンドメンバー）
- 神撃のバハムート VIRGIN SOUL（軍神、見物人、庶民男、兵士、騎士 他）
- ようこそ実力至上主義の教室へ（2017年 - 2024年、高円寺六助） - 3シリーズ
- ナイツ&マジック（シェニエ、ツーヴァ）
- 妖怪アパートの幽雅な日常（教師、チンピラF、チンピラE）
- セントールの悩み（少掾猛太郎）
- 魔法陣グルグル（バルト、ケムケム、ウンベル）
- 血界戦線 & BEYOND（チャーリー）
- キノの旅 -the Beautiful World- the Animated Series（警察官A、シェフC、中年男性）

2018年
- 剣王朝（陳監首）
- citrus（店員B）
- アイドリッシュセブン（舞台監督）
- 斉木楠雄のΨ難（気象予報士、通行人B、東野文吾、たかし〈高校生〉）
- りゅうおうのおしごと!（記者B）
- 魔法少女 俺（司会者）
- ゴールデンカムイ（兵士達、橋本、兵士、アイヌの男たち） - 2シリーズ
- ハイスクールD×D HERO（ヴリトラ）
- 奴隷区 The Animation（神谷ヒロオ）
- ヒナまつり
- ラストピリオド -終わりなき螺旋の物語-（ピリオドC、男）
- ガンダムビルドダイバーズ（ロンメル隊隊員）
- レイトン ミステリー探偵社 〜カトリーのナゾトキファイル〜（黒服、ベバン）
- 天狼 Sirius the Jaeger（警官、アルマ商会役員）
- 夢王国と眠れる100人の王子様（ヴェレダ）
- 七星のスバル（プレイヤー、冒険者）
- 重神機パンドーラ（兵士）
- シュタインズ・ゲート ゼロ（オペレーター）
- 抱かれたい男1位に脅されています。（本田晃喜）
- 転生したらスライムだった件（2018年 - 2024年、リザードマンA、オークジェネラルB、大臣1、ゴブリンB、商人B） - 2シリーズ

2019年
- 彼方のアストラ（貴族A）
- 魔王様、リトライ!（2019年 - 2024年、カーミヤ、オ・ウンゴール） - 2シリーズ
- Z/X Code reunion（クマ）
- 食戟のソーマ 神ノ皿（寿司職人C）
- ハイスコアガールII（田口）

2020年
- Fate/Grand Order -絶対魔獣戦線バビロニア-（ウルク兵士）
- ソマリと森の神様（旅人）
- ダーウィンズゲーム（エイスメンバー）
- ONE PIECE（金棒引き、町人、店主、役人）
- 異種族レビュアーズ（料理人、魔導士）
- あひるの空（先生、糸賀正臣）
- デカダンス（ソウ、ガドル工場職員C）
- モンスター娘のお医者さん（車夫）
- キミと僕の最後の戦場、あるいは世界が始まる聖戦（2020年 - 2025年、八大使徒B、八大使徒W） - 2シリーズ
- いわかける! - Sport Climbing Girls -（男性B）
- キングスレイド 意志を継ぐものたち（2020年 - 2021年、オーク1、アンデッド1）

2021年
- ゲキドル（黒服）
- 無職転生 〜異世界行ったら本気だす〜（生徒）
- はたらく細胞BLACK（赤血球）
- ひぐらしのなく頃に業（番犬）
- 東京リベンジャーズ（2021年 - 2023年、不良B、愛美愛主B・C、愛美愛主、舞亜冥土、芭流覇羅 他） - 3シリーズ
- 戦闘員、派遣します!（隊長B）
- イジらないで、長瀞さん（男性）
- ピーチボーイリバーサイド（蒼面鬼、村人）
- EDENS ZERO（野盗）
- 海賊王女（職人）
- 境界戦機（坂本タスク）
- takt op.Destiny（作業監督官）
- 真の仲間じゃないと勇者のパーティーを追い出されたので、辺境でスローライフすることにしました（2021年 - 2024年、ゴドウィン） - 2シリーズ
- 86-エイティシックス-（部隊長）

2022年
- 怪人開発部の黒井津さん（二階堂貴臣）
- 薔薇王の葬列（民B）
- ハコヅメ〜交番女子の逆襲〜（署員）
- ラブオールプレー（本郷一樹）
- 魔法使い黎明期（魔法学校の生徒、教会の者、小隊長）
- ヒーラー・ガール（仁部山健司）
- 転生賢者の異世界ライフ 〜第二の職業を得て、世界最強になりました〜（ルディ）
- 遊☆戯☆王ゴーラッシュ!!（2022年 - 2023年）
- アキバ冥途戦争（木島の部下）
- 機動戦士ガンダム 水星の魔女（パイロット）
- VAZZROCK THE ANIMATION（ナレーション）
- 弱虫ペダル LIMIT BREAK（観客）
- 陰の実力者になりたくて!（ゾンビ）

2023年
- Buddy Daddies（外国人マフィア、黒服）
- シュガーアップル・フェアリーテイル（職人）
- テクノロイド オーバーマインド（ロボット排斥派）
- 異世界召喚は二度目です（兵士、船乗り、魔物、男勇者）
- 青のオーケストラ（テニス部部長）
- 僕の心のヤバイやつ（構内放送）
- ドラえもん（テレビ朝日版第2期）（TVの声）
- 自動販売機に生まれ変わった俺は迷宮を彷徨う（2023年 - 2025年、ゴルス、豊豚魔C） - 2シリーズ
- 贄姫と獣の王（官吏B）
- ゾン100〜ゾンビになるまでにしたい100のこと〜（コスギーズA）
- 白聖女と黒牧師（街人）
- ラグナクリムゾン（ダリウス）
- 僕らの雨いろプロトコル（JONATHAN）
- ポーション頼みで生き延びます!（盗賊、大尉）

2024年
- 戦国妖狐（カラス天狗、開天の十聖、ましら、僧） - 2シリーズ
- 悪役令嬢レベル99 〜私は裏ボスですが魔王ではありません〜（兵士）
- 治癒魔法の間違った使い方（王国兵D）
- 夜桜さんちの大作戦（たま屋）
- リンカイ!（マイケル）
- 真夜中ぱんチ（取り立て屋）
- 黄昏アウトフォーカス（寿の中学の担任）
- ハズレ枠の【状態異常スキル】で最強になった俺がすべてを蹂躙するまで（ザラス・ファインバード、フォス）
- なぜ僕の世界を誰も覚えていないのか?（漆黒の悪魔）
- 神之塔 -Tower of God- 工房戦（デビルボン）
- アクロトリップ（余湖正宗）
- 魔王2099（通行人B）

2025年
- いずれ最強の錬金術師?（バンガ）
- アオのハコ（部員）
- グリザイア:ファントムトリガー（男）
- 魔法使いの約束（市民、ケルベロス）
- 九龍ジェネリックロマンス（黒服）
- ブサメンガチファイター（恭志郎の手下）
- フェルマーの料理（宍戸邦彦）
- 盾の勇者の成り上がり Season 4（刺客ウサギ）

### 劇場アニメ
- グスコーブドリの伝記（2012年）
- モーレツ宇宙海賊 ABYSS OF HYPERSPACE -亜空の深淵-（2014年）
- GODZILLA 星を喰う者（2018年、兵士）
- 映画 さよなら私のクラマー ファーストタッチ（2021年、金田）

### OVA
- To LOVEる -とらぶる- ダークネス（2013年、AD）※コミックス第9巻限定版に付属
- ひぐらしのなく頃に拡 〜アウトブレイク〜（2013年、研究員）
- 悪魔のリドル（2014年、英家の執事）
- To LOVEる -とらぶる- ダークネス（2016年、男子生徒）※コミックス第17巻限定版に付属
- Re:ゼロから始める異世界生活 氷結の絆（2019年、チャップの部下）

### Webアニメ
- 俺の妹がこんなに可愛いわけがない。（2013年、店員、通行人）
- ケンガンアシュラ（2019年、茂吉少年時代）
- ガンダムビルドダイバーズRe:RISE（2020年、住民）
- ULTRAMAN（2022年、警官）
- 転生したらスライムだった件 コリウスの夢（2023年、アスランの部下）

### ゲーム
2012年
- AKIBA'S TRIP PLUS（男性街キャラクター）
- 恋と選挙とチョコレート ポータブル

2013年
- ティアーズ・トゥ・ティアラII 覇王の末裔

2015年
- STELLA GLOW（キース）
- GUILTYGEAR Xrd -REVELATOR-（イリュリア連王国 第三連王ダレル）
- クイズRPG 魔法使いと黒猫のウィズ（マクシエル・ウーゴ）

2016年
- ファンタシースターオンライン2 es（ダンテ、セイメイキカミ）
- Magical Stone（グラハム団長、サタン、ガーゴイル）

2017年
- キャプテン翼 〜たたかえドリームチーム〜（レンセンブリンク）
- 蝶々事件ラブソディック* Warsong(イド)

2018年
- ピオフィオーレの晩鐘（オリヴァー・ハース）
- オクトパストラベラー

2020年
- ピオフィオーレの晩鐘 -Episodio1926-（オリヴァー・ハース）
- モンスターストライク（2020年 - 2024年、トレノバ、ガブホーク、アブピッシャー）

2022年
- ブラウンダスト（カイム）

2023年
- ゼノブレイド3
- グランブルーファンタジー（2023年 - 2024年、群島殲滅人型兵器 他）
- 信長の野望 出陣（2023年-、佐々成政、内藤昌豊、南部安信）

2024年
- GUILTY GEAR -STRIVE-（スレイヤー〈若〉）
- 聖剣伝説 VISIONS of MANA

2025年
- OVER REQUIEMZ（オッサー・ウッドランド）
- BYAKKO ～四神部隊炎恋記～（日比野内記）

### ドラマCD
- 新釈 鏡花あやかし秘帖 vol.1 - 3（2013年、六車亮介）
- 当て屋の椿（2014年、侘助）
- 転生したら剣でした（2018年、フォールンド[23]） - 5巻ドラマCD付き限定版

### 吹き替え

#### 映画（吹き替え）
- オードリーとデイジー
- 猿の惑星/キングダム[24]

#### ドラマ
- アンブレイカブル・キミー・シュミット
- 謀りの後宮（李重俊）
- 秘密の扉
- ラウド・ハウス

#### アニメ
- パワーパフガールズ（第2作)
- 龍族 -The Blazing Dawn-（2024年、乗組員、七つの大罪）

### 映画
- 銀魂（2017年7月14日、天人の声）

### その他コンテンツ
- 日本公認会計士協会 職業紹介DVD「転校生は公認会計士!」（秘書）
- バラエティ開拓バラエティ 日村がゆく（ナレーション）
- 矢作エンタープライス（MCアシスタント）
- 神酒ノ尊-ミキノミコト-（2019年、一ノ蔵 [25])
- ボイスコミック『 おのぼりキジムナー』（2022年、ナレーション[26]）

### シリーズ一覧
1. ↑  第2期『S』（2013年）、第3期『T』（2020年）
2. ↑  第2期『II』（2014年）、第3期前半『アリシゼーション』（2018年）
3. ↑  第1期（2015年）、第2期『風塵乱舞』（2016年）
4. ↑  第1期（2017年）、第2期『2nd Season』（2022年）、第3期『3rd Season』（2024年）
5. ↑  第一期（2018年）、第二期（2018年）
6. ↑  第1期（2018年）、第3期（2024年）
7. ↑  第1作（2019年）、第2作『R』（2024年）
8. ↑  Season I（2020年）、Season II（2024年 - 2025年）
9. ↑  第1期（2021年）、第2期『聖夜決戦編』（2023年）、第3期『天竺編』（2023年）
10. ↑  第1期（2021年）、第2期『2nd』（2024年）
11. ↑  1st season（2023年）、2nd season（2025年）
12. ↑  第一部『世直し姉弟編』（2024年）、第二部『千魔混沌編』（2024年）

### 初出話一覧
1. ↑  Season II 第10話初出
2. ↑  Season I 第1話初出
3. ↑  Season II 第2話初出
4. ↑  2nd season 第1話初出
5. ↑  1st season 第1話初出
6. ↑  1st season 第7話初出
7. ↑  第一部 第8話初出
8. ↑  第一部 第11話初出
9. ↑  第二部 第5話初出
10. ↑  第二部 第14話初出
11. 1 2  第9話初出
12. ↑  第10話初出
13. 1 2 3  第2話初出
14. 1 2  第1話初出
15. ↑  第3話初出
16. 1 2  第4話初出
17. ↑  第3XX話初出
18. ↑  第19話初出
19. ↑  第22話初出
20. ↑  第8話初出
21. ↑  第7話初出
22. ↑  第15話初出
23. 1 2  第6話初出
24. ↑  第11話初出
25. 1 2  第12話初出